# 정규화 부분군
군론에서 정규화 부분군(正規化部分群, 영어: normalizer 노멀라이저[*])은 어떤 부분군을 정규 부분군으로 포함하는 가장 큰 부분군이다.

## 정의
모노이드 {\displaystyle M}의 부분 집합 {\displaystyle S\subseteq G}의 정규화 부분 모노이드(영어: normalizer submonoid)는 다음과 같은, {\displaystyle G}의 부분 집합이다.:30, Definition 1.68:161, Definition 8.11:AI.54, §AI.5.3
{\displaystyle \operatorname {N} _{M}(S)=\{m\in M\colon mS=Sm\}}
이는 {\displaystyle M}의 부분 모노이드를 이룬다.
사실, 임의의 모노이드 {\displaystyle M}의 부분 집합 {\displaystyle S}에 대하여 다음 두 집합 역시 각각 부분 모노이드를 이룬다.:4–5, Lemma 2.1
{\displaystyle \operatorname {LN} _{M}(S)=\{m\in M\colon mS\subseteq Sm\}}
{\displaystyle \operatorname {RN} _{M}(S)=\{m\in M\colon Sm\subseteq mS\}}
이들은 {\displaystyle \operatorname {N} _{M}(S)}를 포함하지만, 일반적으로 이 세 집합은 (심지어 {\displaystyle M}이 군이며 {\displaystyle S}가 부분군이더라도) 서로 다르다.:AI.54
군의 부분 집합의 정규화 부분 모노이드는 항상 부분군을 이루며, 이를 정규화 부분군이라고 한다. (그러나 {\displaystyle \operatorname {LN} _{G}(-)} 및 {\displaystyle \operatorname {RN} _{G}(-)}는 일반적으로 부분군이 아니다.:AI.54)

## 성질
임의의 모노이드 {\displaystyle M}의 부분 집합 {\displaystyle S\subseteq M}에 대하여, 정의에 따라 다음이 성립한다.
{\displaystyle \operatorname {N} _{M}(S)=\operatorname {LN} _{M}(S)\cap \operatorname {RN} _{M}(S)}
중심화 부분 모노이드는 항상 정규화 부분 모노이드의 부분 모노이드이다. 즉, 임의의 모노이드 {\displaystyle M}의 부분 집합 {\displaystyle S\subseteq M}에 대하여, 다음이 성립한다.
{\displaystyle \operatorname {C} _{M}(S)\subseteq \operatorname {N} _{M}(S)}

### 군
군 {\displaystyle G}의 부분 집합 {\displaystyle S\subseteq G}의 중심화 부분군은 {\displaystyle S}의 정규화 부분군의 정규 부분군이다.
{\displaystyle \operatorname {C} _{G}(S)\trianglelefteq \operatorname {N} _{G}(S)}
군의 경우 다음이 성립한다.
{\displaystyle \operatorname {LN} _{G}(S)=\left(\operatorname {RN} _{G}(S)\right)^{-1}}
{\displaystyle H\subseteq G}가 부분군이라고 하자. 그렇다면, {\displaystyle \operatorname {N} _{G}(H)}는 {\displaystyle H}를 정규 부분군으로 갖는 가장 큰 부분군이다. 즉, 임의의 부분군 {\displaystyle K\subseteq G}에 대하여, 만약 {\displaystyle H}가 {\displaystyle K}의 정규 부분군이라면, {\displaystyle K}는 {\displaystyle \operatorname {N} _{G}(H)}의 부분군이다.
{\displaystyle \forall K\in \operatorname {Sub} (G)\colon H\trianglelefteq K\leq G\implies K\leq \operatorname {N} _{G}(H)}

### 환
환의 부분 집합의 (곱셈에 대한) 정규화 부분 모노이드는 부분 모노이드이지만 일반적으로 부분환을 이루지 못한다.
나눗셈환 {\displaystyle D}의 경우, 다음이 성립한다.
{\displaystyle \operatorname {N} _{D}(D)=D}

## 예
만약 {\displaystyle M}이 가환 모노이드라면, 그 임의의 부분 집합의 정규화 부분군은 {\displaystyle M} 전체이다.
한원소 집합의 정규화 부분 모노이드는 중심화 부분 모노이드와 같다. 즉, 임의의 모노이드 {\displaystyle M}의 원소 {\displaystyle m\in M}에 대하여, 다음이 성립한다.
{\displaystyle \operatorname {LN} _{M}(\{m\})=\operatorname {RN} _{M}(\{m\})=\operatorname {N} _{M}(\{m\})=\operatorname {C} _{M}(\{m\})}
공집합의 정규화 부분 모노이드는 (자명하게) 전체 집합이다. 즉, 임의의 모노이드 {\displaystyle M}에 대하여 다음이 성립한다.
{\displaystyle \operatorname {N} _{M}(\varnothing )=M}
임의의 군 {\displaystyle G}에 대하여, 다음이 성립한다.
{\displaystyle \operatorname {N} _{G}(G)=G}
(그러나 이는 임의의 모노이드에 대하여 성립하지 못한다.)